# 小行星5886
小行星5886（英語：5886 Rutger）是一颗围绕太阳公转的小行星。1975年6月13日，菲利克斯·阿圭勒天文台在圣胡安省发现了此天体。
这颗小行星的绝对星等为275.16982等。